# Ero tuberculata
Espèce
Synonymes
- Aranea tuberculata De Geer, 1778
- Ero aurantiaca Simon, 1932

Ero tuberculata est une espèce d'araignées aranéomorphes de la famille des Mimetidae.

## Distribution
Cette espèce se rencontre en zone paléarctique.

## Description
Le mâle mesure 3 mm et les femelles de 3 à 3,9 mm.

## Publication originale
- De Geer, 1778 : Des araignées. Mémoires pour servir à l'histoire des insectes. Tome septième. Pierre Hesselberg, Stockholm, p. 176-324.